# 杜賓卡 (科諾托普區)
51°12′30″N 33°27′23″E / 51.20833°N 33.45639°E
杜賓卡（烏克蘭語：Дубинка）是位於烏克蘭東北部的村莊，由蘇梅州科諾托普區的杜博夫亞濟夫卡市鎮負責管轄。該村處於葉祖奇河左岸，距離維亞佐韋2公里，海拔高度141米，2001年人口443。